# Ichthyophis glutinosus
Ichthyophis glutinosus és una espècie d'amfibis gimnofions de la família Ichthyophiidae. És endèmica de Sri Lanka. El seu hàbitat natural inclou boscos tropicals o subtropicals secs a baixa altitud, pantans, montans secs, rius, corrents intermitents d'aigua, pantans, terres de pastures, plantacions, jardins rurals, zones prèviament boscoses ara molt degradades, terres d'irrigació, i terra cultivable inundada per estacions.